# Xhevat Bislimi
 (février 2022).
Xhevat Bislimi est né le 22 juillet 1961 à Vërban, dans la commune de Viti. Il a effectué ses études en journalisme et a obtenu une maitrise en diplomatie. En 1989, Xhevat rejoint ses compatriotes en Suisse pour préparer la résistance. En 1992, lui et ses amis ont fondé l'académie et association Fan Noli à Lyon (France), qui est devenue l'un des berceaux de la résistance albanaise au régime d'occupation serbe. L'académie publie le journal Rruga jone (« Notre route ») qui fut l'une des voix de la résistance.
Il est pendant de nombreuses années membre du Conseil général du LPK (People's Movement of Kosovo) et pendant les années 1998-1999 également membre de la direction du LPK. Pendant la guerre de l'UCK (Ushtria Clirimtare e Kosoves ou L'armée de Libération du Kosovo), Xhevat Bislmi était président de la branche du LPK et représentant politique de l'UCK pour la France, il fut, pour une courte durée seulement de quelques mois (mars 1998 - juin 1998), un des généraux aux côtés de Hashim Thaçi et bien d'autres personnalités de l'armée de libération du Kosovo[réf. nécessaire]. 
En raison de son activité patriotique, il a été prisonnier politique du régime serbe sous l'ex-Yougoslavie pendant plus de trois ans avec plusieurs de ses amis et militants politiques, il fut à plusieurs reprises déplacé de plusieurs prisons pour ne pas dire de toutes celles qui l'on accueilli: il est la cause d'agitation et de "révoltes" ou encore de "troubles à l'ordre public"[style à revoir]. Durant son internement, il sera victime, à plusieurs reprises d'actes de tortures physiques envers sa personne et ses militants par les autorités serbes concernées. 
Immédiatement après la guerre, il a travaillé comme journaliste, rédacteur en chef et directeur de l'agence de presse (Kosovapress)[source secondaire souhaitée].
En juin 1999, Xhevat Bislimi est retourné dans son pays natal, contribuant au débat politique sur l'avenir du pays avec de nombreux articles et activités d'ordre ministérielles[source secondaire nécessaire].
Pendant de nombreuses années, il a écrit pour le journal "Epoka e Re"("Nouvelle époque"), "Kosova Sot" ("le Kosovo aujourd'hui"), "Shekulli" ("le siècle") et pour d'autres journaux à Prishtina et Tirana. Il est l'auteur de centaines d'articles, d'écrits, de commentaires et d'ouvrages[source secondaire nécessaire]. 
Xhevat Bislimi a également été membre de l'Assemblée du Kosovo pour un mandat, il se fait notamment remarquer pour ses prises de positions virulentes[réf. nécessaire] contre la décentralisation du Kosovo pour des motifs ethniques et culturels. 
Lors de la troisième législature de 2008, il refusa de se présenter comme candidat aux élections[source secondaire nécessaire] pour protester contre les politiques de l'époque, notamment celle de la décentralisation du Kosovo, préférant rester à Viti où il a été élu maire.
Pendant plusieurs mandats, il a été conseiller municipal à Viti ainsi que maire de sa ville natale. Il est marié et père de quatre enfants.
En 2022, son activité politique, culturel et sociale est toujours importante[non neutre], il est président de l'ONG Levizja[source secondaire souhaitée] (« le mouvement »), une ONG œuvrant à la reconnaissance des vétérans de guerre et à la condamnation de criminels de guerre notamment de hauts responsables militaires du nettoyage ethnique œuvré sur les albanais de la région du Kosovo. 
Il reçoit, en 2008, les Honneurs Nationaux de la part du président de la République du Kosovo[source secondaire souhaitée] pour « avoir contribué à la libération du Kosovo et la création d'un État souverain et démocratique ».